# Cardénolide

Formule topologique du cardénolide, le plus simple des cardénolides

Les cardénolides sont un sous-type de cardanolides, qui sont eux-mêmes une classe de stéroïdes cardioactifs. On les retrouve dans les tissus de plusieurs espèces végétales, souvent sous forme de glycoside. Certains cardénolides sont toxiques et confèrent aux végétaux qui en contiennent une protection contre les herbivores.

## Étymologie
Le terme «cardénolide» est dérivé de «card-», du grec ancien καρδία kardiā, et du suffixe «-enolide», qui indique la présence d'une lactone insaturée.

## Structure
Les cardénolides sont des molécules dont la structure comporte 23 carbones avec trois composantes. La structure de base comprend un stéroïde, auquel sont liés un groupe caractéristique glucidique sur le carbone C3 et un groupement buténolide sur le carbone C17.

## Écologie

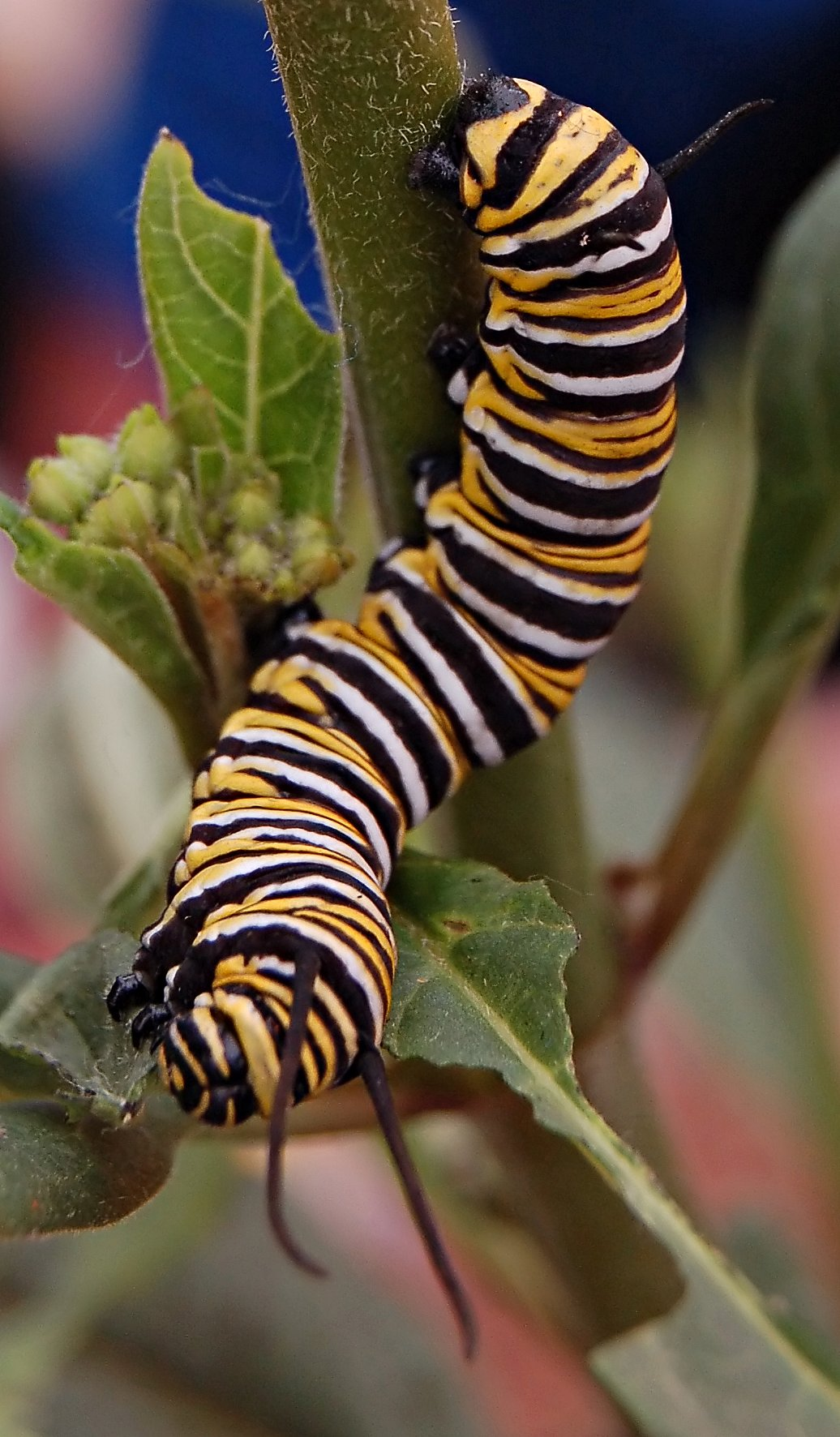
La chenille du Monarque (Danaus plexippus) se nourrit d'Asclépiade et séquestre les cardénolides dans ses tissus.

Plusieurs espèces de végétales et animales utilisent les cardénolides comme moyen de défense. On retrouve ces composés dans environ 60 genres répartis dans 12 familles de végétaux angiospermes. De plus, certains insectes, notamment les chenilles de lépidoptères de la sous-famille des Danainae, se nourrissent de ces plantes et séquestrent les cardénolides dans leur organisme, ce qui les rend indigeste à plusieurs prédateurs.
Certains prédateurs, notamment des oiseaux, ont apparemment développé une tolérance aux cardénolides et peuvent donc se nourrir d'organisme qui en contiennent.

### Exemples
Les cardénolides sont naturellement présent dans certaines plantes, la plupart du temps sous la forme d'hétérosides. Ces hétérosides toxiques, provoquant notamment un arrêt cardiaque, sont regroupés sous le nom d'« hétérosides cardiotoniques » ou digitaliques.
| Cardénolide                     | Hétéroside |
| ------------------------------- | --- |
| Antiarigénine                   | α- et β-antiarine |
| Digitoxigénine                  | Digitoxine Purpureaglycoside A Lanatoside A                                                                                    |
| Digoxygénine                    | Digoxine Lanatoside C |
| Gitoxigénine                    | Gitoxine Purpureaglycoside B Lanatoside B                                                                                      |
| g-Strophanthidine (Ouabagénine) | g-Strophanthine (Ouabaïne) |
| k-Strophanthidine               | k-Strophanthine-α (Cymarine) k-Strophanthine-β (Strophoside) k-Strophanthine-γ (k-Strophanthoside) Convallatoxine Convalloside |

## Mode d'action
Les cardénolides sont des inhibiteurs de la pompe sodium-potassium, une protéine transmembranaire impliquée dans le transport actif des ions sodium et potassium. En se liant à un site spécifique de la sous-unité {\displaystyle \alpha }, ils empêchent le maintien des gradients de ces ions, ce qui se répercute sur le maintien des potentiels d'action et du transport actif secondaire.